# Mohamed Benouza
Mohamed Benouza (* 26. September 1972 in Oran) ist ein ehemaliger algerischer Fußballschiedsrichter. Er war ab 2001 internationaler Schiedsrichter für die FIFA.
Er wurde als Schiedsrichter für die Junioren-Fußballweltmeisterschaft 2007 in Kanada ausgewählt, wo er das Spiel zwischen Panama und Nordkorea am 30. Juni 2007 leitete. Er übernahm auch die Leitung des Spiels zwischen Neuseeland und Mexiko am 8. Juli 2007. Zudem fungierte er bei der Fußball-Afrikameisterschaft 2008 in Ghana als Schiedsrichter.
Benouza sollte auch bei der Fußball-Weltmeisterschaft 2010 als Schiedsrichter eingesetzt werden, verpasste aber die Teilnahme, nachdem einer seiner Assistenten im Mai 2010 bei einem Fitnesstest durchfiel.